# Borgmästare i Sverige
Borgmästare i Sverige fanns åtminstone från 1288 till 1971. Ofta[källa behövs] fanns två borgmästare, justitieborgmästaren och politieborgmästaren, men det förekom att städer hade upp till fyra borgmästare med olika uppgifter. Borgmästare i andra länder motsvarar ofta närmast det som idag kallas kommunalråd (i Stockholm: borgarråd) i Sverige, medan de ceremoniella inslagen ofta hanteras av kommunfullmäktiges ordförande. Fortfarande används titeln, men utan direkt stöd i lag och för olika poster.[källa behövs]

## Historia
Borgmästarämbetet infördes till Sverige från Tyskland, första belägget på en borgmästare är från Jönköping 1288, men beskrivs närmare först i Bjärköarätter från 1300-talet. Från att ursprungligen ha varit folkvald utsågs borgmästaren efter hand av rådet. Under 1500- och 1600-talet blev det allt vanligare att kungen själv tillsatte borgmästarna, vilket efter upprepade klagomål ledde till att man i lag fastslog, att magistraten och borgerskapet hade rätt att föreslå borgmästarkandidater. Enligt 1809 års regeringsform § 31 utnämnde Kungl. Maj:t till borgmästare en av de tre som föreslagits av stadens borgerskap. I Stockholm gällde det även rådmännen och magistratssekreteraren.
Med tiden kom borgmästarämbetet att förlora sin karaktär av bisyssla för näringsidkande borgare i städerna, och övertogs av juridiskt utbildade personer. Först 1749 kom dock föreskrifter om att borgmästarkandidater med akademiskt betyg skulle styrka sina juristkunskaper. Ända fram till 1830 medgavs dock undantag från bestämmelsen.
Titeln fanns i Sverige till 1970, men avsåg då en domartjänst: borgmästaren hade domarkompetens och var ordförande i stadens magistrat och rådhusrätt. Borgmästaren tillsattes av regeringen på förslag av drätselkammaren. 

## Olika slags borgmästare
Det fanns förr även olika sorters borgmästartitlar såsom handelsborgmästare, ämbetsborgmästare, och byggningsborgmästare. I Stockholm fanns det som mest fyra borgmästare. Från 1875 fanns det dock i Stockholm bara en borgmästare.
Det var förr dock vanligast med två borgmästare i många städer och det även i en hel del större landsortsstäder. Det var dels en justitieborgmästare, som var chef för rådhusrätten, dels en politieborgmästare, som ansvarade för stadens administration och ekonomi. Under 1800-talets senare hälft fram till 1900-talets början ersattes politieborgmästaren alltmer av den nämnda drätselkammaren.
Vid 1900-talets början var det endast Göteborgs stad som hade kvar två borgmästarämbeten. Där behölls nämligen en handels- och politieborgmästare ända in på 1960-talet, samtidigt som staden hade en justitieborgmästare.
Under 1900-talet fram till 1960-talet fanns också i städer utan rådhusrätt och magistrat en kommunalborgmästare och en stadsstyrelse. Stadsstyrelsen tog hand om magistratens uppgifter i dessa städer. Det kunde röra sig om chefsuppgifter och beslut i polisärenden och vissa administrativa ärenden som uppbörd, utmätning etc. Detta gällde fram till att polisväsendet förstatligades 1965. Ungefär samtidigt inrättades också den nygamla kronofogdemyndigheten, som främst tog hand om utmätningsärendena.

## Ämbetets avskaffande
Efter kommunalreformen 1863 minskade magistratens och därmed borgmästarens makt till förmån för den nyinrättade drätselkammaren, som successivt blev stadens egentliga styrelse. Under 1900-talet försvann allt fler borgmästartjänster i takt med att de mindre städerna lades under landsrätt och rådhusrätterna därigenom indrogs (borgmästarna blev då i stället häradshövdingar). År 1956 förlorade borgmästaren sina resterande kommunala befogenheter och 1971 avskaffades ämbetet officiellt.
Borgmästarna blev då istället lagmän i tingsrätterna som ersatte rådhusrätterna. De borgmästare som då var i tjänst kunde hos justitiedepartementet anhålla om rätt att, i sin tjänst som lagman, parallellt även fortsättningsvis använda titeln borgmästare. Många av dem utnyttjade denna rätt.

## Titelns användning idag

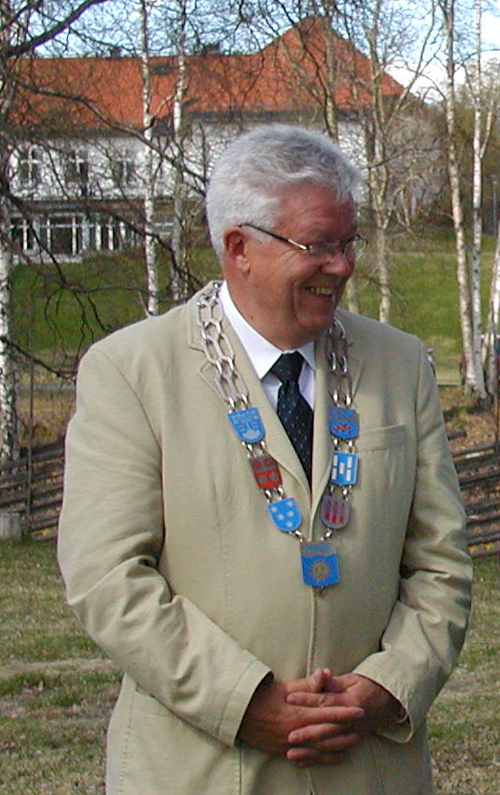
Kommunfullmäktiges ordförande i Skellefteå med borgmästarkedja 2005. Kedjan visar, förutom det gällande kommunvapnet, även vapen för tidigare kommuner.

Termen borgmästare används i svenska språket idag framför allt om utländska förhållanden. Tyska Bürgermeister, engelska mayor eller franska maire översätts oftast med borgmästare. I vissa finländska städer är borgmästare och överborgmästare officiella ämbetstitel på svenska med pormestari och ylipormstari som de finskspråkiga motstycken.

### Titelns användning i Sverige efter 1970
Vissa kommuner i Sverige använder titeln borgmästare för någon av sina politiker, vanligen i form av engelskans mayor, i samband med internationella kontakter. Detta saknar stöd i kommunallagen och någon enhetlig praxis på området finns inte. I till exempel Vellinge och Växjö kommuner används titeln av kommunfullmäktiges ordförande, medan Solna kommun har använt titeln om kommunstyrelsens ordförande. 
En inofficiell borgmästare för Hammarby sjöstad i Stockholm valdes 2016 på ett möte arrangerat av den lokala hembygdsföreningen. Uppgiften är att förmedla kontakt med invånarna och politiker.

## Kända svenska borgmästare
- Adolf Hasselgren, Kungsbacka (med 50 år på posten en av dem i Sverige som innehaft detta ämbete längst)
- August Munck af Rosenschöld, Landskrona
- Carl Lindhagen, Stockholm
- Johan Lorentz Munthe, Eksjö
- Jakob Pettersson, Södertälje (med 50 år på posten en av dem i Sverige som innehaft detta ämbete längst)
- Mårten Sjöqvist, fiktiv borgmästare i Grönköping

## Svenska politiker som använt titeln borgmästare
- Anders Gustâv, Solna
- Göran Holm, Vellinge
- Mikael Sanfridson, Linköping
- Ann-Cathrine Hjerdt, Linköping
- Helena Balthammar, Linköping